# Dermatosorus eriocauli
Dermatosorus eriocauli är en svampart som först beskrevs av G.P. Clinton, och fick sitt nu gällande namn av M.D. Whitehead & Thirum. 1972. Dermatosorus eriocauli ingår i släktet Dermatosorus och familjen Anthracoideaceae.   Inga underarter finns listade i Catalogue of Life.